# Onthophagus moreleti
Onthophagus moreleti es una especie de insecto del género Onthophagus, familia Scarabaeidae, orden Coleoptera.

## Historia
Fue descrita científicamente por Baraud en 1980.